# Tonalmil
Tonalmil är en ort i Mexiko.   Den ligger i kommunen Tenochtitlán och delstaten Veracruz, i den sydöstra delen av landet, 230 km öster om huvudstaden Mexico City. Tonalmil ligger 1 021 meter över havet och antalet invånare är 125.
Terrängen runt Tonalmil är kuperad norrut, men söderut är den bergig. Runt Tonalmil är det ganska tätbefolkat, med 111 invånare per kvadratkilometer. Närmaste större samhälle är Misantla, 16,9 km nordost om Tonalmil. I omgivningarna runt Tonalmil växer i huvudsak städsegrön lövskog.